# Agonizer
Agonizer es una banda de procedente de Pyhäjärvi Finlandia formada en 1998.

## Miembros

### Actuales
- Pasi "Modi" Kärkkäinen - voces (1999-presente)
- J-P "Jazzo" Perälä - guitarras, 1.er voces (1998-presente)
- Joni "Jonez" Laine - guitarras, 2.º vos (2002-presente)
- Jussi "Tuzah" Tikka - bajo, 3.ª vocs (1998-presente)
- Patrik Laine - teclado (2004-presente)
- Atte Palokangas - batería (2004-presente)

### Antiguos
- Olli Solitanner - voces (1998-1999)
- Lasse Löytynoja - guitarras (1998-2002)
- Mika Heinonen - teclados (1998-2004)
- Toni Qvick- batería (1998-2004)

## Discografía
- Eternal Night EP (1998)
- Last Sign of Light EP (1999)
- Lord of Lies EP (2001)
- Anthems of Agony EP (2002)
- Cain EP (2003)
- World of Fools EP (2004)
- Birth / The End  (2007)

## Links
- Sitio oficial
- En MySpace

- Datos: Q4405494